# Sisli Plaza
Sisli Plaza – wieżowiec w Stambule, w Turcji, o wysokości 170 m. Budynek został otwarty w 2007 i posiada 46 kondygnacji.